# Robur Dobyvatel
Robur Dobyvatel (1886, Robur le Conquérant) je dobrodružný vědeckofantastický román francouzského spisovatele Julesa Verna z jeho cyklu Podivuhodné cesty (Les Voyages extraordinaires). Česky kniha vyšla též pod názvem Vzducholodí kolem světa. Roku 1904 napsal Jules Verne pokračování Roburových příběhů pod názvem Pán světa (Maître du monde).

## Obsah románu

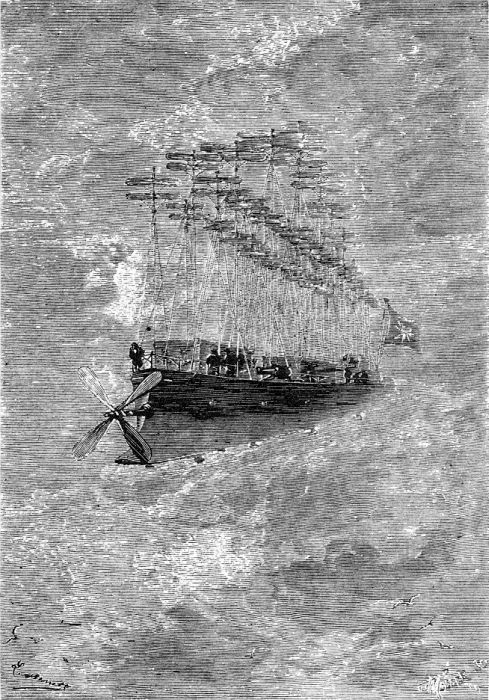
Robur Dobyvatel,
původní ilustrace Léona Benetta

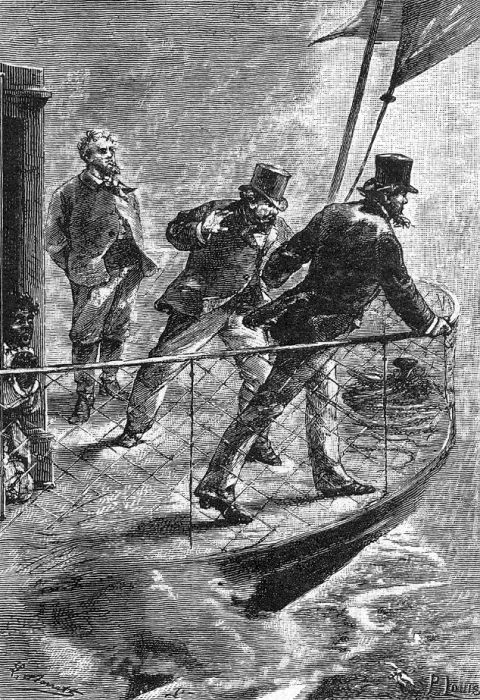
Robur Dobyvatel,
původní ilustrace Léona Benetta

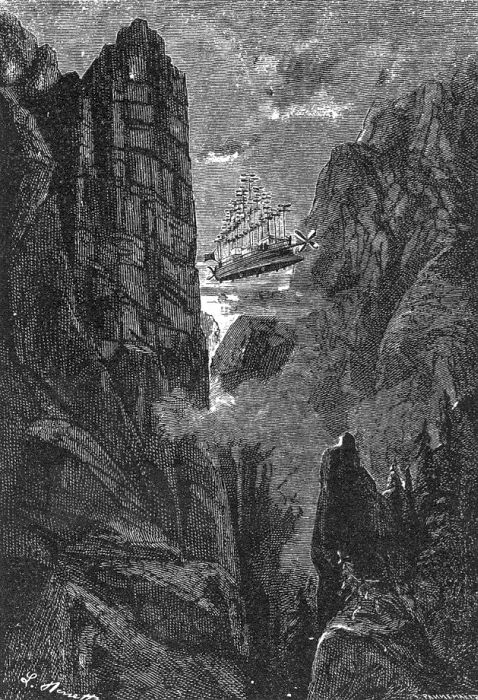
Robur Dobyvatel,
původní ilustrace Léona Benetta

### Loď Albatros
Roburův Albatros bylo letadlo poháněné elektřinou, které vypadalo jako námořní loď. Postaveno bylo ze speciálního lehkého, ale tvrzeného lisovaného papíru, který byl tvrdší než ocel. Mělo třicet metrů dlouhou a čtyři metry širokou palubu se zábradlím. Do jeho trupu Robur umístil stroje a sklady střeliva, potravin a vody. Na palubě pak postavil tři kabiny, které sloužily jako kuchyně, spižírny, ložnice posádky a také jako strojovny. Na zádi v poslední kajutě byla kabina inženýra Robura, jídelna a zasklená kabina pro kormidelníka. Letadlo se vznášelo na principu helikoptéry, jejíž vznik v knize Verne vlastně předpověděl. Svislých vrtulových os měl Albatros celkem sedmatřicet, patnáct vpředu, patnáct po stranách a sedm vyšších uprostřed. Každá osa měla dvě protiběžné vrtule, což zajišťovalo stabilitu lodi, která by se jinak otáčela kolem své osy. Všechny vrtule poháněla elektřina z článků, jejichž konstrukce zůstávala Roburovým tajemstvím, stejně jako konstrukce akumulátorů. Maximální rychlost Albatrosu byla 200 kilometrů za hodinu. Posádka lodi byla šestičlenná. Tvořil ji inženýr Robur, jeho zástupce Tom Turner, mechanik s dvěma pomocníky-kormidelníky a kuchař.

### Děj
Příběh knihy začal tím, že se na zasedání filadelfského leteckého Weldonova klubu vnutil záhadný inženýr Robur. Zatímco členové klubu vedli bouřlivé diskuze o tom, jak konstruovat řiditelné vzducholodi, přišel Robur s prohlášením, že sestrojil vznášedlo těžší než vzduch, které je ve všech ohledech lepší než vzducholoď. Tím pohněval členy klubu, kteří stavěli obrovskou řiditelnou vzducholoď Go Ahead (Vpřed). Inspirací byla Verneovi zřejmě tehdy slavná vzducholoď La France. Došlo ke rvačce, při které je Robur z klubu vyhozen. Krátce nato Robur unesl dva členy klubu, jeho předsedu „strýce“ Prudenta a tajemníka Phila Evanse, na palubu svého vzdušného korábu Albatros. Současně s nimi je unesen i bázlivý Prudentův černý sluha. Cílem únosu je Roburova snaha dokázat členům klubu nadřazenost svého vznášedla, a proto s ním uskutečnil během tří týdnů dobrodružnou cestu kolem světa.
Cesta Albatrosu vedla napříč přes Spojené státy americké a Tichý oceán do Číny, odtud přes Himálaj do Indie a dále přes Kaspické moře do Moskvy. Obloukem nad Severním mořem se Albatros dostal nad Francii a odtud dále na jih do Afriky. Při přeletu přes Timbuktu změnil Robur směr letadla a namířil si to šikmo přes Atlantský oceán k mysu Hoorn na nejjižnějším cípu Jižní Ameriky, odkud se Albatros vydal do Antarktidy.
Unesení nedobrovolní cestující se neustále snažili z lodi uprchnout, protože jim Robur neslíbil, že je propustí. Povedlo se jim to až na Chathamských ostrovech poblíž Nového Zélandu, kde musel Albatros přistát, když ho v blízkosti Antarktidy potkala bouře, ve které se mu poškodila jedna z vrtulí. Uprchlíci přitom nechali na palubě Albatrosu bombu, která jej zničila.
Po návratu domů členové klubu připravili start vzducholodi Go Ahead. V posádce byl opět strýc Prudent a Phil Evans. Tu se objevil nový Albatros, který inženýr Robur v krátkém čase opět postavil, neboť jeho tajná ostrovní základna na souostroví Markézy byla na velmi vysoké technické úrovni. Robur vyprovokoval posádku vzducholodi ke vzdušnému závodu o to, kdo vystoupá výš, zdali Albatros nebo Go Ahead. Po dosažení výšky šesti tisíc metrů však obal vzducholodi nevydržel tlak rozpínajícího se vodíku a praskl. Inženýr Robur posádku vzducholodi zachránil a pak ji vystavil veřejnému posměchu.

## Ilustrace
Knihu Robur Dobyvatel ilustroval Léon Benett

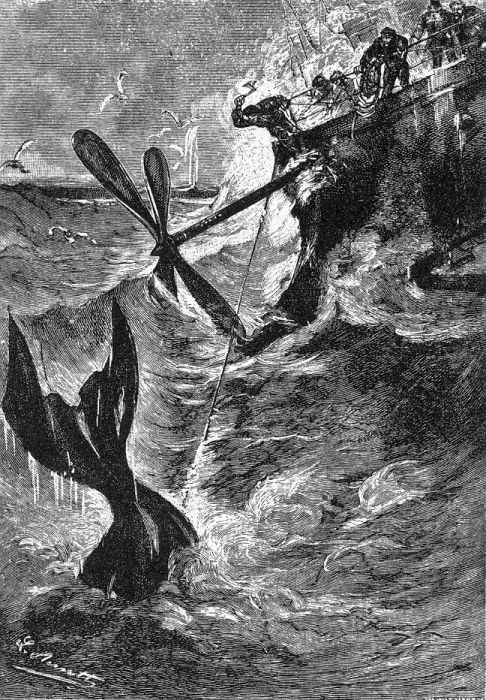
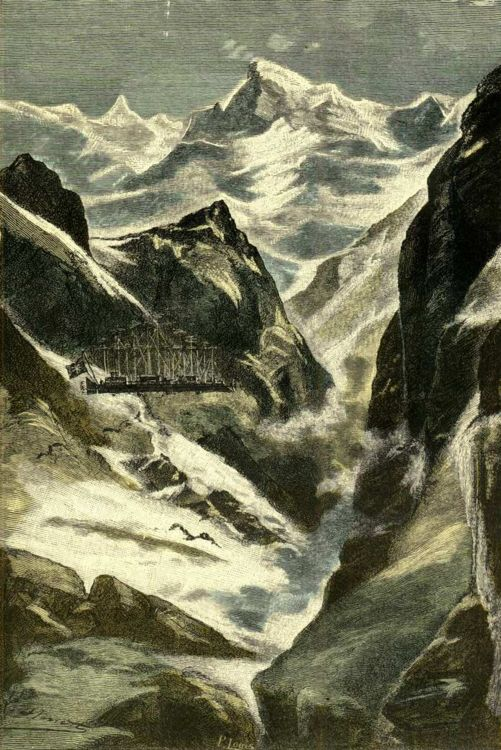
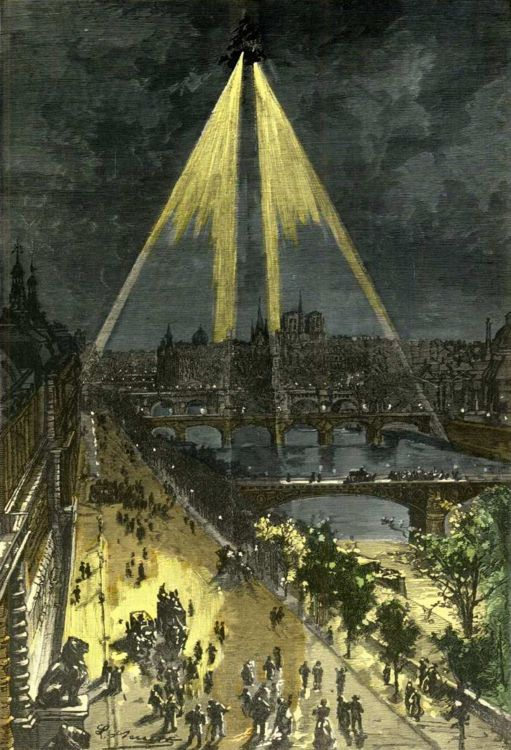
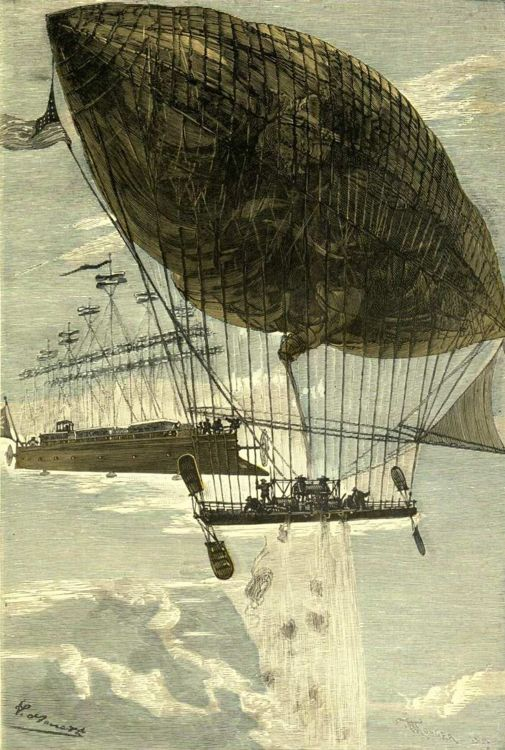
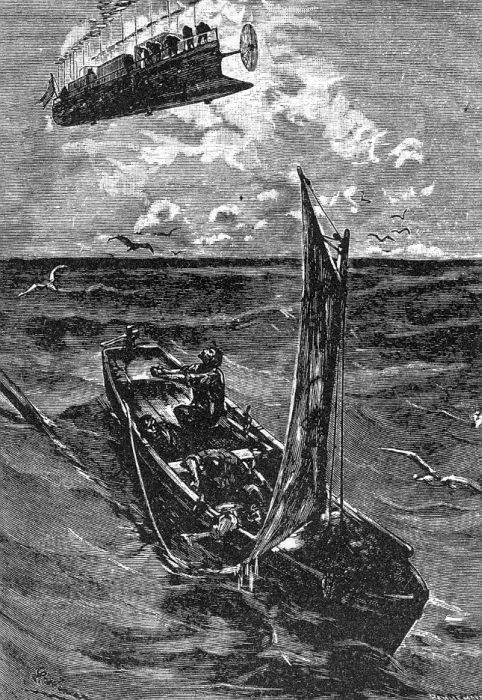

## Filmové adaptace
Na motivy obou románů o Roburovi natočil roku 1961 americký režisér William Witney film Pán světa (Master of the World), ve kterém hrál Robura Vincent Price a postavu detektiva Johna Strocka z knihy Pán světa Charles Bronson.

## Rozhlasové adaptace
- 2005 Robur dobyvatel hrají: Jan Hartl, Alois Švehlík, Jiří Štěpnička, David Novotný, Ivan Řezáč, Pavel Nový, Ilja Racek, Daniel Rous, Aleš Procházka, Petr Šplíchal, Tomáš Pergl, Vladimír Gromov, Vladimír Rusko, Robert Tamchyna, Ladislav Reich, Jiří Litoš, Václav Balák, Jan Kostroun, Bedřich Švácha, Jana Knappová, Libuše Pražáková. Rozhlasová úprava: Michal Lázňovský, hudba: Michal Rataj, zvuk: Radek Veselý, režie: Dimitrij Dudík, dramaturgie: Ivan Hubač.[1]

## Česká vydání
- Mezi nebem a zemí, Josef R. Vilímek, časopis Naší mládeži, Praha 1892, přeložil Josef Pšenička
- Vzducholodí kolem světa, Josef R. Vilímek, Praha 1893, přeložil Josef Pšenička, znovu 1907.
- Robur Dobyvatel, Bedřich Kočí, Praha 1907, přeložil Vítězslav Unzeitig,
- Vzducholodí kolem světa, Josef R. Vilímek, Praha 1910, přeložil Josef Pšenička, znovu 1921, 1923, 1929 a 1935.
- Robur Dobyvatel, SNDK, Praha 1954, přeložil Václav Netušil, znovu 1960.
- Robur Dobyvatel a Pán světa, SNDK, Praha 1964, přeložil Václav Netušil, znovu Mustang, Plzeň 1996.
- Robur Dobyvatel, Albatros, Praha 1996, přeložil Václav Netušil,
- Robur Dobyvatel, Návrat, Brno 1998, přeložil Josef Pšenička, znovu 2006.
- Robur Dobyvatel, Nakladatelství Josef Vybíral, Žalkovice 2014, přeložil Josef Pšenička, znovu 2024.
- Robur Dobyvatel, Omega, Praha 2017, přeložil Josef Pšenička.